# Iphimedia jugoslavica
Iphimedia jugoslavica is een vlokreeftensoort uit de familie van de Iphimediidae. De wetenschappelijke naam van de soort is voor het eerst geldig gepubliceerd in 1975 door Karaman.